# Khayelitsha

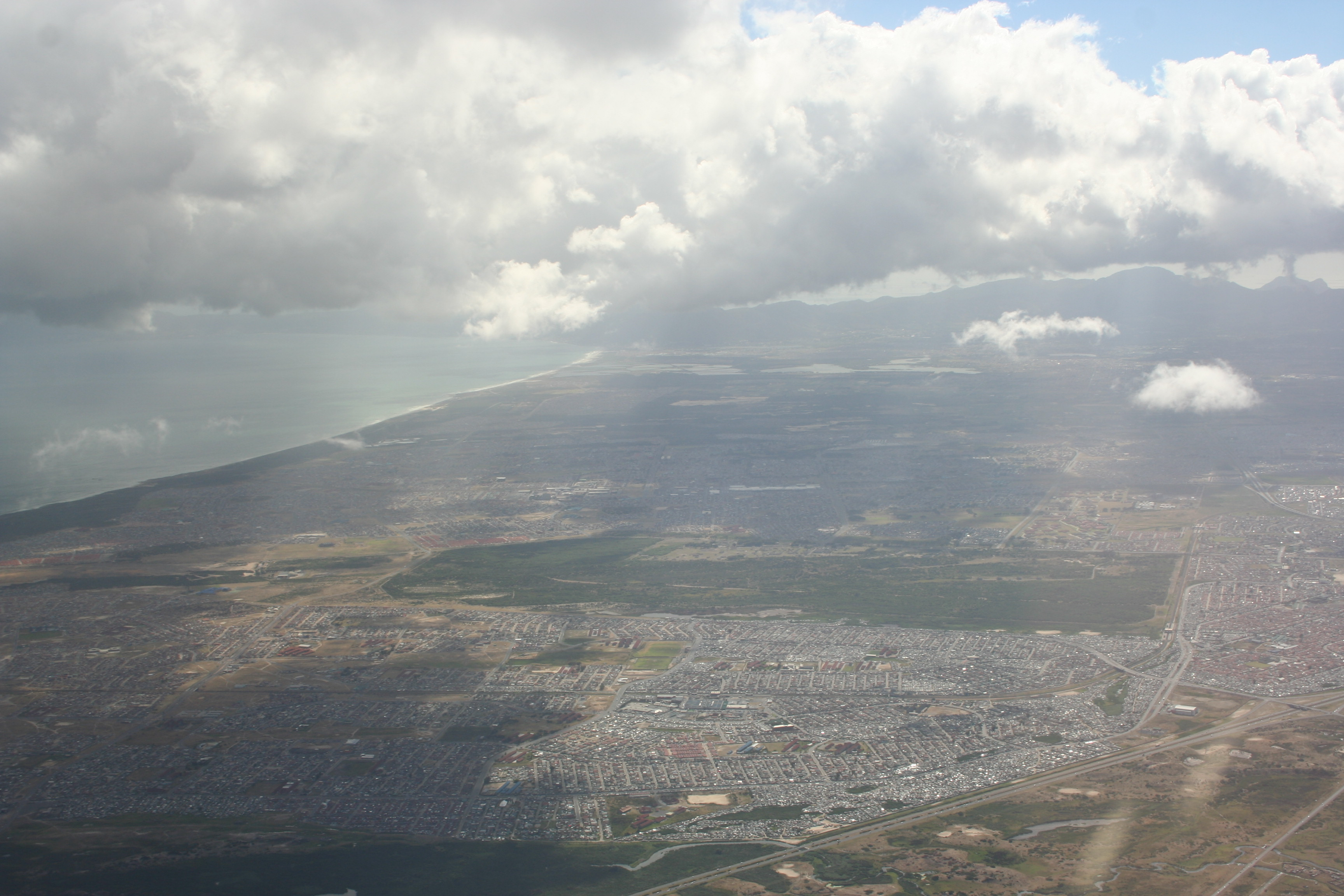

Khayelitsha (en idioma xhosa « casa nueva ») es un barrio de Ciudad del Cabo fundado en 1984 y de unos 406 779, de los que más del 90 % son negros. La lengua mayoritaria es el xhosa y es el barrio con mayor población y más rápido crecimiento de Sudáfrica.